# Cilindrodòntids
Els cilindrodòntids (Cylindrodontidae) són una família extinta de mamífers rosegadors del subordre dels esciüromorfs que visqueren a Àsia i Nord-amèrica des de l'Eocè inferior fins a l'Oligocè superior, fa entre 23 i 54,9 milions d'anys. Se n'han trobat restes fòssils al Canadà, els Estats Units, Geòrgia, el Kazakhstan, Mèxic, Mongòlia i la Xina. Tenien el crani protrogomorf, és a dir, el múscul masseter medial era petit i anava des del centre de l'arc zigomàtic fins a la seva inserció al maxil·lar inferior prop de l'extrem de les dents molars. La fórmula dental era {\displaystyle {\tfrac {1.0.2.3}{1.0.1.3}}}.